# 第43回NHK紅白歌合戦
『第43回NHK紅白歌合戦』（だいよんじゅうさんかいエヌエイチケイこうはくうたがっせん）は、1992年（平成4年）12月31日にNHKホールで行われた通算43回目のNHK紅白歌合戦である。19時20分 - 20時55分および21時から23時45分にNHKで生放送された。テーマは「テレビ40年・日本そして家族」

## 概要

### 放送まで
両組司会について、紅組司会はこの年下期の連続テレビ小説『ひらり』のヒロイン・石田ひかり、白組司会は2年連続となる堺正章がそれぞれ起用された。
総合司会は2年連続で山川静夫が担当した。当時59歳の山川の総合司会は、第56回（2005年）の当時61歳のみのもんた（同回の事実上の総合司会）に抜かれるまで男性司会者および総合司会の最年長記録となっていた。ただし、第56回は「グループ司会制」となり、司会の役割は決められていなかったため正式な肩書の総合司会の最年長記録はその後も保持している。
前回大好評だった浅野ゆう子・堺・山川の司会トリオの続投を望む声が強かった中で、紅組司会は宮沢りえ（新聞で宮沢が紅組司会を務めるとスクープ報道もされた）の起用も視野に入れながら、まず11月初旬に山川の総合司会続投が決定。次に安定感・抜群の話術の堺の白組司会続投が決まった。宮沢の起用が困難という状態が続き、「やはり浅野で……」という話が出かけた時、「3人共去年と一緒では新鮮味に欠ける、せめて紅だけでも変えたい」という意見が出され振り出しに。そこで最終候補に絞られたのは西田ひかる（『西田ひかるの痛快人間伝 -Dashing life story-』の司会者）、坂本冬美、森口博子、小泉今日子（前回も候補に挙がり、番組側は交渉を行ったが辞退）だった。最初に森口が浮上したが、「森口・堺コンビではあまりにバラエティ色が強過ぎる」となり、坂本は「生放送で歌うだけでもやっとなのに、司会など緊張してとんでもありません。もう少し度胸がついてから……」と返答したという。その後、一部新聞で西田の起用決定が報じられたが、実際には石田が選出された。
石田は11月18日の司会発表会見で、「10日程前に親友の西田ひかるちゃんの名前が出てたんで、もう司会者は決まったんだと思っていました。審査員で出られるとは思っていましたが、まさかこんな話になるとは。昨日事務所から聞いたばかりなので実感がわきません。国民的行事の司会、もう芸能界を辞めてもいいかなと思っています」と手放しで喜びを見せた。一方、堺は「2週間程前にNHKの方から『テレビ小説』（『ひらり』）を見るように言われたんです。来年の主役にしてくれるのかなと思ってたんですけど、石田さんのことだったんですね」と会場を笑わせた。石田の抜擢は紅組司会の人選が難航する中、スタッフが『ひらり』で人気を上昇させていた彼女に目を付けたことがきっかけという。
この影響もあり、DREAMS COME TRUEが紅組で出場して主題歌「晴れたらいいね」を歌唱したのに加え、劇中で石田の母を演じた伊東ゆかりも歌手として出場。さらに石倉三郎や伊東四朗、鍵本景子といった『ひらり』の出演者が応援ゲストとして登場した。特に伊東四朗は「デンセンマン」出演時にはコントを披露するというサービスも見せた。
チェッカーズが本紅白を最後に解散した。メンバーがステージに登場する度に客席のファンから声援が飛び交い、歌唱時のステージでそれが最高潮に達する。当初は白組トリおよび大トリでの出演が有力視されており、番組側もその方向で調整を進めていたが、この当時は紅白でグループでトリを取ったという前例が全くなかったため見送られた。なお、同ボーカル・藤井フミヤは翌年ソロ活動を本格的に活動開始し、第44回にはソロ歌手として初出場を果たす。
小泉は紅白の隠し目玉と噂されていたが辞退し、結局白紙になった。

### 当日のステージ
白組のトップバッターを務めたSMAPの「雪が降ってきた」では、KinKi Kidsがバックダンサーとして出演している。この時はまだグループ名が定まっておらず、「KANZAI BOYA（カンサイボーヤ）」名義での出演だった。その後KinKi Kidsは第50回（1999年）の特別枠出演を経て、第67回（2016年）に正規出場の歌手として出演している。
中山美穂が「世界中の誰よりきっと」を歌うことを理由に、楽曲に参加したWANDSがサポートで出演した。
ケー・ウンスク、堀内孝雄がこの年のヒット曲となったデュエットソング「都会の天使たち」を紅白の垣根を越えて披露。これまで、男女デュエット曲の披露に際しては、曲目の選定から外すか、もしくは他方のチームに組み入れるという形でデュエット曲、あるいは出場歌手の取扱いがなされてきたが、ケー、堀内いずれも既に紅白の常連であったことを考慮してこのような形が採られた。なお、2人の曲紹介は山川が行った。
西田と鈴木雅之の曲紹介時は、両組司会が入れ替わって曲紹介をした。
DREAMS COME TRUEは「晴れたらいいね〜紅白バージョン〜」を歌唱した。「晴れたらいいね」は、石田がヒロイン役の『ひらり』の主題歌であり、曲紹介時に石田は「私藪沢ひらりこと石田ひかりもお世話になっているアーティストです。」と述べた。
Xのリーダー・YOSHIKIが「Tears〜大地を濡らして〜」を作詞・作曲し、出場歌手で大合唱。YOSHIKI自身もパイプオルガンを演奏した。なお、同曲は翌年にX JAPANが「Tears」（大部分のキーと歌詞を変更）として発売し、第44回では同グループの歌唱曲として披露された。
小林幸子も推定4億円ともいわれる「光のファンタジー」と呼ばれる豪華衣装で登場したが、6万2500個の電球がつかないというハプニングに見舞われた。当の小林は観客の反応で、電球の光が付いていないなと悟ったという。
米米CLUBの歌唱終了時、テレビなら見ることのないセットの入れ替えの風景を放映した。
第40回（1989年）以来3年ぶりのカムバックで紅組トリを初めて務めたのは由紀さおりであり、「赤とんぼ」「どこかへ帰ろう」のメドレーを歌唱（安田祥子が舞台裏でコーラスを担当）。紅白のトリがメドレーとなるのは史上初。翌年以降は、由紀は安田とのデュオとして第52回（2001年）まで連続出場していた。
ショーコーナーでは、少年隊が仮面ライダーのテーマソング「レッツゴー!!ライダーキック」を披露した。6年前の第37回に出場し「仮面舞踏会」を披露した際に、その時の白組司会の加山雄三が「仮面ライダー」と言い間違えたことにちなんだものである。少年隊の錦織一清はこの回は紅白に出演していない加山に対し、「加山さん見てますかー?」と言った。
白組トリおよび大トリはこの年デビュー30周年を迎えた北島三郎の「帰ろかな」。同曲の作曲者で、この年逝去した中村八大を追悼して歌われた。後述の梓みちよも中村を追悼して「こんにちは赤ちゃん」を歌唱した。
15対2で白組が優勝した（客席審査は1階席→紅組:342、白組:348、2階席→紅組:474、白組:597、3階席→紅組:216、白組:600、ゲスト審査員は紅組:2、白組:9といずれも白組が優勢）。
エンディングの「蛍の光」で指揮を担当した藤山一郎も、翌1993年8月に逝去した。
ゲスト審査員として宇宙飛行士の毛利衛にも出演交渉を行ったが、「大晦日当日はアメリカにいる」ということで辞退した。

### 放送後
関東地区の視聴率は前回の51%から55%に上昇した。この視聴率は、第49回（1998年）に57%を記録するまで2部制になった紅白の中では一番を記録した。
ビデオリサーチ調べ、関東地区における瞬間最高視聴率はDREAMS COME TRUE出演時に記録された62.0%である。
第44回も両組司会は石田・堺が続投した一方、総合司会は山川の後輩である森田美由紀（東京アナウンス室）に交代となった。山川はこれが最後の司会担当となっている。

## 司会者
- 紅組司会：石田ひかり（この年下期の連続テレビ小説『ひらり』のヒロイン・藪沢ひらり役）
- 白組司会：堺正章（この年の『愉快にオンステージ』ホスト役）
- 総合司会：山川静夫（NHK特別主幹）
- ラジオ中継：徳田章（東京アナウンス室）

## 演奏
- 三原綱木とザ・ニューブリード・東京放送管弦楽団（指揮 三原綱木）

## 審査員
- 有森裕子（陸上選手）：1992年バルセロナオリンピック陸上女子マラソン銀メダル
- 曙太郎（大相撲・大関）：この年の大相撲夏場所で優勝し、大関に昇進
- 古賀稔彦（柔道選手）：バルセロナオリンピック柔道男子71kg以下級金メダル
- 富司純子（女優）：翌年の大河ドラマ『琉球の風』の尚永王妃役
- 中田久美（バレーボール選手）：バルセロナオリンピック日本選手団旗手
- 野茂英雄（近鉄バファローズ投手）：この年3年連続でパ・リーグ最多勝、最多奪三振の個人タイトルを獲得
- 村上弘明（俳優）：この年の金曜時代劇『腕におぼえあり』の主人公・青江又八郎役および翌年の大河ドラマ『炎立つ』の藤原清衡役
- 伊藤みどり（フィギュアスケート選手）：1992年アルベールビルオリンピックフィギュアスケート女子シングル銀メダル
- 森光子（女優）：この年勲三等瑞宝章を授与
- 高橋克彦（作家）：『炎立つ』の原作者
- 内林達夫（NHK番組制作局長）
- 客席審査員（NHKホールの観客全員）

## 大会委員長
- 中村和夫・NHK放送総局長

## 出場歌手
紅組、      白組、      企画、      初出場、      返り咲き。
| 曲順 | 組   | 歌手名             | 回 | 曲目                               |
| ---- | ---- | ------------------ | -- | ---------------------------------- |
| 1    | 紅   | 森口博子           | 2  | スピード                           |
| 2    | 白   | SMAP               | 2  | 雪が降ってきた                     |
| 3    | 紅   | LINDBERG           | 初 | 恋をしようよ Yeah! Yeah!           |
| 4    | 白   | 小野正利           | 初 | You're the Only…                   |
| 5    | 紅   | 香西かおり         | 2  | 花挽歌                             |
| 6    | 白   | 山川豊             | 2  | 夜桜                               |
| 企画 | 企画 |                    |    | テレビ40年思い出の主役たち         |
| 7    | 紅   | イルカ             | 初 | なごり雪                           |
| 8    | 白   | 南こうせつ         | 初 | 神田川                             |
| 9    | 紅   | Mi-Ke              | 2  | 涙のバケーション                   |
| 10   | 白   | 光GENJI            | 5  | リラの咲くころバルセロナへ         |
| 企画 | 企画 |                    |    | 音羽屋三代口上                     |
| 11   | 紅   | 荻野目洋子         | 5  | コーヒー・ルンバ                   |
| 12   | 白   | 本木雅弘           | 初 | 東へ西へ                           |
| 13   | 紅   | 伊東ゆかり         | 11 | ボーイ・ハント                     |
| 14   | 白   | 舟木一夫           | 10 | 高校三年生                         |
| 企画 | 企画 |                    |    | ウォーリー・イーストウッドのショー |
| 15   | 紅   | 梓みちよ           | 11 | こんにちは赤ちゃん                 |
| 16   | 白   | デューク・エイセス | 10 | 見上げてごらん夜の星を             |
| 17   | 紅   | 八代亜紀           | 19 | 愛の終着駅                         |
| 18   | 白   | 小林旭             | 3  | さすらい                           |

| 曲順 | 組   | 歌手名           | 回 | 曲目                                             |
| ---- | ---- | ---------------- | -- | ------------------------------------------------ |
| 19   | 白   | 少年隊           | 7  | 太陽のあいつ                                     |
| 20   | 紅   | 中山美穂         | 5  | 世界中の誰よりきっと                             |
| 21   | 白   | 嘉門達夫         | 初 | 替え唄メドレー〜紅白バージョン〜                 |
| 22   | 紅   | 藤あや子         | 初 | こころ酒                                         |
| 企画 | 企画 |                  |    | 新聞読み〜スリの名人                             |
| 23   | 白   | 美川憲一         | 9  | 火の鳥                                           |
| 24   | 紅   | 森高千里         | 初 | 私がオバさんになっても                           |
| 25   | 白   | 冠二郎           | 2  | 炎                                               |
| 26   | 紅   | 中村美律子       | 初 | 河内おとこ節                                     |
| 27   | 白   | 鈴木雅之         | 2  | もう涙はいらない                                 |
| 28   | 紅   | 西田ひかる       | 2  | 生きてるって素晴らしい                           |
| 企画 | 企画 |                  |    | 白組タンバリンショー〜紅組太鼓                   |
| 29   | 白   | 中西圭三         | 初 | 君のいる星                                       |
| 30   | 紅   | GAO              | 初 | サヨナラ                                         |
| 企画 | 企画 |                  |    | 欽ちゃんの仮装大賞                               |
| 31   | 白   | X                | 2  | 紅                                               |
| 32   | 紅   | DREAMS COME TRUE | 3  | 晴れたらいいね〜紅白バージョン〜                 |
| 33   | 白   | 吉幾三           | 7  | 雪國                                             |
| 34   | 紅   | 伍代夏子         | 3  | 雪中花                                           |
| 35   | 白   | 鳥羽一郎         | 6  | 兄弟船                                           |
| 36   | 紅   | 松原のぶえ       | 7  | 愛冠岬                                           |
| 企画 | 企画 |                  |    | 紅白判定機                                       |
| 37   | 紅   | ケー・ウンスク   | 5  | 都会の天使たち                                   |
| 37   | 白   | 堀内孝雄         | 5  | 都会の天使たち                                   |
| 企画 | 企画 |                  |    | 愛媛県今治市高部獅子舞保存会の皆さんによる継獅子 |
| 38   | 紅   | 川中美幸         | 10 | 遣らずの雨                                       |
| 39   | 白   | 前川清           | 2  | 男と女の破片                                     |
| 40   | 紅   | 工藤静香         | 5  | めちゃくちゃに泣いてしまいたい                   |
| 41   | 白   | チェッカーズ     | 9  | フェアウェル・メドレー                           |
| 42   | 紅   | 小林幸子         | 14 | 恋螢                                             |
| 43   | 白   | 米米CLUB         | 初 | 君がいるだけで〜紅白バージョン〜                 |
| 44   | 紅   | 大月みやこ       | 6  | 白い海峡                                         |
| 45   | 白   | 森進一           | 25 | 劇場の前                                         |
| 46   | 紅   | 都はるみ         | 24 | つくしんぼ                                       |
| 47   | 白   | 谷村新司         | 6  | 三都物語                                         |
| 48   | 紅   | 坂本冬美         | 5  | 男惚れ                                           |
| 49   | 白   | 五木ひろし       | 22 | 終着駅                                           |
| 50   | 紅   | 石川さゆり       | 15 | ホテル港や                                       |
| 51   | 白   | 細川たかし       | 18 | 佐渡の恋唄                                       |
| 52   | 紅   | 和田アキ子       | 16 | 愛、とどきますか                                 |
| 53   | 白   | さだまさし       | 5  | 秋桜                                             |
| 54   | 紅   | 由紀さおり       | 12 | 赤とんぼ〜どこかに帰ろう                         |
| 55   | 白   | 北島三郎         | 29 | 帰ろかな                                         |

「テレビ40年思い出の主役たち」の曲目・歌手は次の通り。
- 「エイトマン」「魔法使いサリーのうた」「ひみつのアッコちゃん」「オバケのQ太郎」「行け!タイガーマスク」「キューティーハニー」「サザエさん一家」「宇宙戦艦ヤマト」：東京放送児童合唱団
- 「レッツゴー!ライダーキック」：少年隊
- 「キャンディ♡キャンディ」：森高千里、中山美穂、西田ひかる、東京放送児童合唱団
- 「ウルトラセブンの歌」「ウルトラマンの歌」：チェッカーズ
- 「サインはV」：東京放送児童合唱団、UCA国際チアリーダーズ
- 「アタックNo.1」：森口博子、東京放送児童合唱団
- 「ゆけゆけ飛雄馬」：鳥羽一郎、山川豊
- 「ひょっこりひょうたん島」：東京放送児童合唱団
- 「鉄腕アトム」：出場歌手全員

### 選考を巡って
- 「テレビ放送40年」をテーマとしたこの年、1989年から1991年まで続いた海外アーティストの出場枠を撤廃。代わって、舟木一夫（第22回以来21年ぶり）、伊東ゆかり（第26回〈1975年〉以来17年ぶりで、『ひらり』で石田演じるヒロインの母親役を担当。第20回〈1969年〉の紅組司会者）、梓みちよ（第27回〈1976年〉以来16年ぶり）ら、かつての紅白常連歌手がそれぞれカムバック。ほか、南こうせつ、イルカなどこれまで紅白からは距離を置いてきたニューミュージック系も出演させるなど、世代的に幅の広い人選が行われた。こうした内容は、当時のNHK会長である川口幹夫色の強いものと指摘されている[8]。
- サザンオールスターズは「コンディションが良くない」、この年デビュー20周年を迎えた松任谷由実も「大晦日は料理を作る」、とんねるずも「昨年（第42回NHK紅白歌合戦#概要を参照）を超えるパフォーマンスができない」、松田聖子は、「スケジュールが合わない」、槇原敬之も、「年末年始は海外にいる」という理由でそれぞれ出場を辞退した[5]。
- この年11月10日、NHKホールで行われた『日本作曲家協会創立35周年記念チャリティーコンサート』で吉田正と共に「いつでも夢を」を披露、23年ぶりにステージで歌唱をした吉永小百合に、番組側は出演交渉を行い、吉永が「（紅白の）話は承っていますけれど、歌に関してはずっとやっていなかったので、『無理です』と申し上げたんですが、スタッフの皆さんが諦めてくれなくて・・・。困りましたね。どうしましょう」と出演実現を匂わす発言をしたが、最終的に「やっぱりお断りさせて頂きます」と辞退した[2]。
- 島倉千代子、CHAGE and ASKA、小田和正については、NHKが最初からオファーしなかった[5]。

## ゲスト出演者
- KANZAI BOYA[注釈 12]：SMAP、光GENJIのバックダンサー。
- 井ノ原快彦：後のV6メンバー。同上。
- 小原裕貴：SMAPのバックダンサー。
- 王貞治（野球解説者）：「テレビ40年思い出の主役たち」。
- 大鵬幸喜（大相撲・大鵬部屋親方）：同上。
- 仮面ライダー1号、仮面ライダー2号、仮面ライダーV3、ライダーマン、仮面ライダーX、仮面ライダーアマゾン、仮面ライダーストロンガー、スカイライダー、仮面ライダースーパー1、仮面ライダーZX、仮面ライダーBLACK RX、仮面ライダーシン、仮面ライダーZO（『仮面ライダーシリーズ』のキャラクター、いわゆる「昭和ライダー」）：同上。
- チャップ（『仮面ライダーBLACK RX』の敵組織『クライシス帝国』に所属する地球攻撃兵団の一般兵士）：同上。
- ウルトラマン、ウルトラセブン、バルタン星人、レッドキング、エレキング（『ウルトラシリーズ』のキャラクター）：同上。
- UCA国際チアリーダーズ：同上。
- ドン・ガバチョ、トラヒゲ、博士、チャッピ、ガラクータ（『ひょっこりひょうたん島』のキャラクター）：同上。
- ブンブン・イザトナルトブン（『おかあさんといっしょ』の「ブンブンたいむ」のキャラクター）：同上。
- 袋小路じゃじゃまる、ふぉるてしも・ぴっころ、ぽろり・カジリアッチIII世（同じく「にこにこぷん」のキャラクター）：同上。
- みど・わおん、ふぁど・わおん、れおなるど・とびっしー、青井空男（同じく「ドレミファ・どーなっつ!」のキャラクター）：同上。
- モンタ、ソラミ、ゴロリ、ヒョロリ（『ともだちいっぱい』のキャラクター）：同上。
- はに丸（『おーい!はに丸』のキャラクター）：同上。
- 岩崎恭子（水泳選手。バルセロナオリンピック競泳女子200m平泳ぎ金メダル）：光GENJIの曲紹介および第2部オープニング。
- TOKIO：光GENJIのバックダンサー。
- 尾上梅幸：「音羽屋三代口上」。
- 尾上菊五郎（『琉球の風』の尚永王役）：同上。
- 尾上丑之助[注釈 13]：同上。
- 石倉三郎（『ひらり』の深川銀次役）：伊東ゆかりの曲紹介およびDREAMS COME TRUEの曲後。
- 伊東四朗（同じく『ひらり』の梅若虎男役）：同上。
- ウォーリー・イーストウッド（ジャグラー）：「ウォーリー・イーストウッドのショー」。
- 永六輔：梓みちよの曲紹介。
- 萩本欽一：「欽ちゃんの仮装大賞」。
- 河内家菊水丸：「新聞詠み」。
- 桂三枝[注釈 14]：「スリの名人」および「紅白判定機」。
- ボブ・アーノ（英語版）（マジシャン）：「スリの名人」。
- 南流石：美川憲一のバックダンサー(流石組)
- デンセンマン（テレビ朝日『みごろ!たべごろ!笑いごろ!』のキャラクター）：DREAMS COME TRUEの曲後。
- オール阪神・巨人：「紅白判定機」。
- 宮川大助・花子：同上。
- 今いくよ・くるよ：同上。
- ジミー大西：同上。
- 中野浩一（元競輪選手）：チェッカーズの曲紹介。
- 鍵本景子（『ひらり』のヒロインの姉・藪沢みのり役）：小林幸子の曲紹介。

### 演奏ゲスト
- 中西俊博：南こうせつのヴァイオリン伴奏。
- 羽田健太郎：デューク・エイセスのピアノ伴奏。
- ボブ佐久間：「TEARS〜大地を濡らして〜」指揮担当。
- 服部克久：さだまさしのピアノ伴奏。
- 藤山一郎：エンディング「蛍の光」で指揮担当。